# 유고슬라비아 전쟁
유고슬라비아 전쟁은 유고슬라비아 연방의 영토에서 1991년부터 2001년까지 수차례에 걸쳐 일어난 전쟁을 일컫는다. 처음에는 흔히 "유고슬라비아 내전"이라 불렀지만 1992년 연방이 해체됨에 따라 내전으로 정의할 수 없게 되었다. 유고슬라비아 연방의 6개 구성 공화국 모두에게 영향을 끼쳤다. 여기에 2001년 일어났던 신 유고 연방의 알바니아계 프레셰보 메드베자 부야노바츠 해방군의 봉기도 추가될 수 있다. 처음에 슬로베니아와 크로아티아가 유고연방 이탈을 선언한 후, 이를 저지한다는 목적으로 전쟁이 시작되었지만 점차 민족 분규의 성격이 강해졌다. 그리하여 슬로보단 밀로셰비치와 프라뇨 투지만 두 대통령으로 대표되는 세르비아 민족주의와 크로아티아 민족주의의 대결 양상을 띠었다. 보스니아에서는 이슬람교도인 보스니아인들이 이 틈새에 끼어 3파전이 되었다. 이는 민족청소라는 신조어까지 만들어내며 유고슬라비아 전쟁 중 가장 참혹한 전쟁이 되었다.
코소보와 북마케도니아에서는 슬라브계 정부와 자치 내지 독립을 추구한 알바니아계 소수 주민들의 인종·정치적 갈등이 전쟁으로 이어졌다. 슬로베니아, 크로아티아, 코소보에서는 세르비아/유고슬라비아의 패배로 끝났으며 보스니아 헤르체고비나와 북마케도니아에서는 국제 협상으로 끝났다. 프레셰보 메드베자 부야노바츠 해방군 봉기는 유고슬라비아 정부가 성공적으로 진압했다.

## 용어
유고슬라비아 전쟁은 각종 매체와 단체 등에 따라 다양한 이름으로 불렸다.
- 유고슬라비아 전쟁: 가장 널리 받아들여지고 있는 명칭이다. 이후 유고슬라비아 연방이 해체되면서 구 유고슬라비아 연방 전쟁과 같은 명칭도 사용되었다.
- 발칸 전쟁[1][2]: 전쟁이 발칸반도 서부에서 일어났기 때문에 이런 명칭이 붙었다. 그러나 중앙 유럽의 일부도 전장에 해당하기 때문에 잘 들어맞는 명칭이라고 하기는 어렵다.
- 제3차 발칸 전쟁: 1912년 - 1913년 사이에 있었던 발칸 전쟁 이후 발칸 반도에서 벌어진 전쟁이란 의미로 영국의 언론가 미사 그레니가 사용한 명칭이다. 그리 널리 사용되지는 않고 있다.[3]
- 10년 전쟁: 1991년 - 2001년 사이에 벌어진 전쟁이란 의미로 이탈리아 학자 알레산드로 마르조 마그노가 사용한 명칭이다.[4]

## 배경
제1차 세계대전 이전, 유고슬라비아는 다양한 민족과 국가가 혼재하고 있었다. 독립국이었던 세르비아와 몬테네그로, 오스트리아-헝가리 제국의 영토였던 슬로베니아, 이스트리아, 달마티아, 크로아티아, 슬라보니아, 보이보디나, 보스니아 헤르체고비나, 그리고 오스만 제국의 마지막 유럽 영토였던 마케도니아가 여기에 해당한다.
이 지역에서는 19세기 말에서부터 확산된 범슬라브주의 기치로 새로운 국가를 건설하려는 움직임이 있어왔다. 1차 세계대전이 끝나자 이러한 민족주의 운동은 유고슬라비아 왕국의 결성을 이루게 되었다. 이후 제2차 세계대전 기간 동안에는 추축국에게 점령되어 크로아티아계의 파시스트 우스타샤의 대량학살이 자행되었다. 우스타샤는 약 33-39만명의 세르비아인을 학살하였다. 전후 유고슬라비아 연방이 수립된 뒤 1980년대까지 이 지역은 다양한 인종들이 서로 공존하며 사는 지역이었다.
1980년 티토가 사망하자 민족을 앞세우는 정치세력들을 원만히 중재하던 정치 지도력 역시 사라지게 되었다. 유고슬라비아 연방의 새 대통령이 된 밀로셰비치는 1987년부터 공공연히 세르비아인의 우월을 강조하는 세르비아주의를 표방하였으며 유고슬라비아 전체 인구의 6분의 1에 해당하는 무슬림을 적으로 간주하였다. 밀로세비치는 2차 세계대전 기간에 있었던 우스타냐의 학살을 교묘히 이용하여 크로아티아인을 탄압하였다. 세르비아주의의 팽배는 크로아티아인을 중심으로한 다른 민족들의 민족주의 감정을 자극하였고 점차 상호 대립하는 양상을 보였다.
소비에트 연방의 붕괴 이후 유고슬라비아 연방의 각 공화국들은 큰 혼란에 빠져들었다. 1991년 6월 25일 슬로베니아와 크로아티아가 독립을 선언하면서 유고슬라비아에는 대량학살을 동반한 전쟁이 꼬리를 물고 이어지기 시작하였다. 슬로베니아 국경에서 시작된 전쟁은 그 해 보스니아 전역으로 퍼졌으며 1992년 보스니아-헤르체고비나로 확산되었다. 특히 세르비아의 지도자들은 인종 분리 정책을 펼치기 시작하였고 이에 따른 인종 청소가 자행되었다. 1992년 3월 유엔 평화유지군이 파견되었으나 대량 학살을 막지는 못했다. 국제 사회는 이러한 대량학살을 수수방관하고 있다는 비판을 받았다.

## 유고슬라비아 연방의 해체
유고슬라비아 전쟁은 분리 독립을 선언한 슬로베니아, 크로아티아와 연방 유지를 주장한 세르비아간의 전투로 시작되었다. 전쟁 초기 연방은 여전히 주권국가로서 인정되고 있었으며 유고슬라비아의 대통령은 6개의 공화국을 대표한 국가원수의 지위와 유고슬라비아 인민군의 통솔권을 가지고 있었다. 그러나 제14차 유고슬라비아 공산당 전당대회에서 슬로베니아와 크로아티아 위원들이 탈당하면서 유고슬라비아 연방은 해체의 과정에 접어들었다.

### 슬로베니아
1991년 6월 25일 유고슬라비아 전쟁의 첫 시작인 슬로베니아 전쟁(십일 전쟁)이 슬로베니아 국경지대에서 시작되었다. 유고슬라비아 정부는 독립을 선언한 슬로베니아 지역의 진압을 목적으로 유고슬라비아 인민군을 슬로베니아 국경에 투입하였다. 이에 슬로베니아는 국경수비대와 슬로베니아 지역방위군으로 대항하였다. 이들은 유고슬라비아 인민군을 저지하기 위해 도로를 차단하고 진지를 구축하였다. 수 차례의 소규모 전투가 있었으며 수십명의 사상자가 발생하였다. 1991년 7월 9일 브리유니 섬에서 정전 협상이 시작되자 양측은 교전을 중단하였고 크로아티아와 슬로베니아는 3개월 간의 휴전을 선언하였다. 협상 결과 인민군은 10월 26일까지 슬로베니아 지역에서 완전히 철수하였다.

### 크로아티아

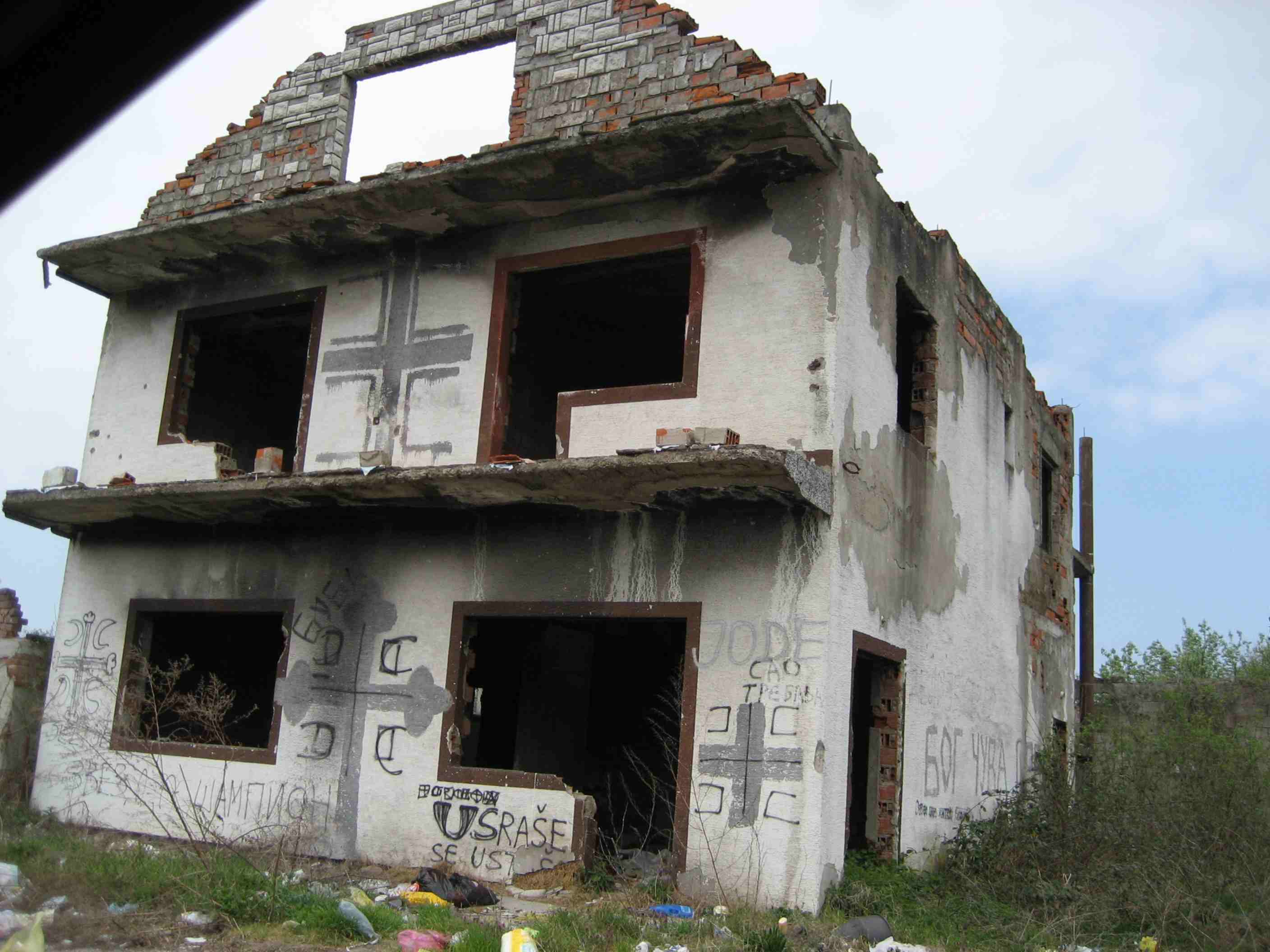
파괴된 크로아티아인의 집에 세르비아인이 낙서를 해놓았다. 인종간의 전쟁은 유고슬라비아에서 증오와 불신만을 남기게 되었다.

슬로베니아 전쟁에 이어 연달아 일어난 크로아티아 전쟁은 세르비아계 크로아티아인들이 크로아티아의 독립을 반대하면서 발생하였다. 크로아티아 지역에서는 슬로베니아 전쟁 이전부터 세르비아인계의 독립 반대 운동이 지속되고 있었다. 이는 새롭게 제정된 크로아티아 헌법 때문이었다. 크로아티아 헌법은 세르비아계를 다른 국가 출신들과 동일하게 "자국민"으로 명시하였고 이는 세르비아계가 크로아티아 내에서 "소수민족"의 위치에 놓이게 된 것을 의미했다. 유고슬라비아 왕국 성립 이전의 상황으로 회귀하여 소수민족이 되는 것을 용납할 수 없었던 세르비아계는 크로아티아 정부를 상대로 반란을 일으켰다. 한편 유고슬라비아 연방 전체에서 세르비아계는 다수민족이었고 연방정부 역시 세르비아계가 장악하고 있었다. 또한 연방정부의 통제하에 있던 유고슬라비아 인민군은 개별 공화국의 분리 독립 움직임을 저지하고자 하였다. 연방정부는 유엔의 묵인 아래 슬로베니아와 크로아티아의 지역 방위군을 무장해제 시켰으며 크로아티아 내의 세르비아계 반군을 지원하였다. 세르비아와 몬테네그로를 주축으로 한 군대가 크로아티아를 침공하여 북부의 부코바르와 유네스코의 세계 유산인 남부의 두브로브니크를 파괴하였다. 크로아티아 전쟁 초기 세르비아계의 이러한 공격에 대해 서유럽을 비롯한 국제사회는 방관하였는데, 미국의 역사학자 존 V A 파인이 쓴 다음의 글은 당시 서유럽인들이 이 전쟁을 어떻게 바라보았는지를 짐작하게 한다.
| “ | 슬로베니아와 크로아티아의 무책임하고도 불필요한 분리 독립은 장엄한 국가 유고슬라비아를 무너뜨렸다. 슬로베니아가 자초한 이 전쟁은 자칫 제2차 세계 대전 당시의 우스타샤의 망령을 재현할 수도 있다. | ” |
|   | — 존 V A 파인 |   |

서유럽을 비롯한 국제사회의 방관아래 벌어진 크로아티아 전쟁은 세르비아계와 크로아티아계 양측 모두에게 큰 피해를 입혔다. 양측의 전쟁은 1995년 크로아티아군이 세르비아계에게 승리할 때까지 계속되었다.

### 보스니아-헤르체고비나
1991년 3월 크로아티아의 프라뇨 투지만과 유고슬라비아 연방의 슬로보단 밀로셰비치는 유고슬라비아 사회주의 연방공화국의 해체 과정을 위한 카라도르데보 조약을 놓고 협상하였다. 그러나 두 대통령의 실제 관심은 보스니아의 분할을 어찌할 것인지에 쏠려있었다.
협상이 진행되는 동안 크로아티아 내의 세르비아계는 세르비아 크라이나 공화국을 선포하고 크로아티아와 교전하였다. 크로아티아 중부는 세르비아 크라이나의 참모총장이 된 라트코 믈라디치가 이끄는 세르비아계 군대는 크로아티아의 여러 곳을 점령하고 많은 민간인을 학살하였다. 부코바르 학살과 스카브르냐 학살이 널리 알려져 있다. 구유고슬라비아 국제형사재판소는 당시의 민간인 학살에 대한 책임을 물어 밀로셰비치와 믈라디치를 기소하였다. 밀로셰비치는 형 확정 뒤 옥중에서 사망하였으며, 믈라디치는 2011년 5월 체포되었다. 한편, 1992년 유엔은 민간인 학살을 방지하기 위해 크로아티아내에 유엔 관할 구역을 설정하고 1995년까지 관리하였다.
1992년부터 보스니아 헤르체고비나에서 자그레브를 중심으로한 보스니아인과 크로아티아인이 한 축이 되고 유고슬라비아 연방군을 중심으로 한 세르비아인이 다른 한 축이 된 보스니아 전쟁이 일어났다. 특히 세르비아주의를 내세운 유고슬라비아 연방은 점령지역에서 보스니아인에 대한 인종 청소를 자행하였다. 이러한 인종주의에 의한 대량 학살을 막기 위해 1994년 북대서양조약기구는 세르비아에 대한 공격을 선언하고 1995년 세르비아계의 주요 군사 거점에 대한 폭격을 개시하였다. 1995년 12월 스르프스카 공화국이 보스니아 헤르체고비나에 합병됨으로써 보스니아 전쟁은 일단락되었다.

## 알바니아인 거주 구역의 전쟁
1995년에서 2002년에 걸쳐 코소보에서는 마케도니아와 세르비아 정부 간의 전쟁이 벌어졌다. 이 와중에 소수 민족이었던 알바니아인이 독립을 요구하였다.

### 코소보 전쟁

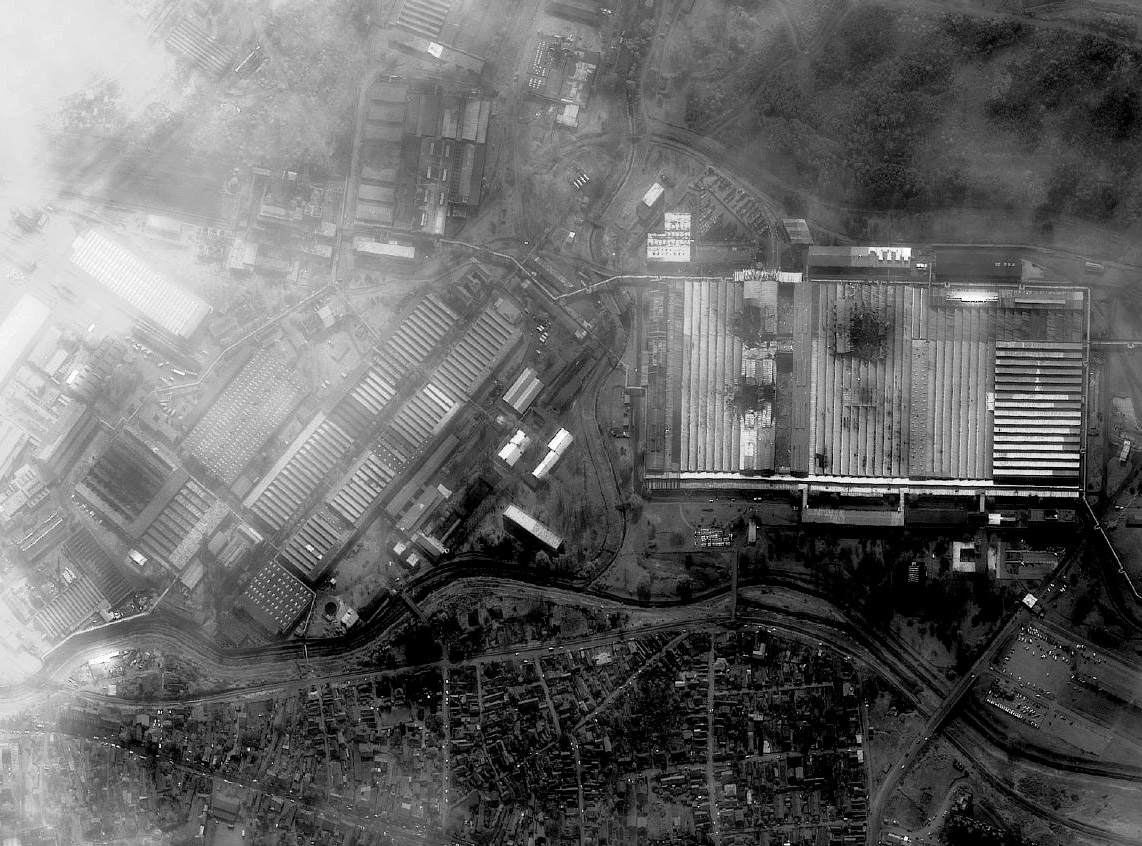
NATO의 폭격을 받은 세르비아 군수 공장

1995년부터 일부 제한적인 전투가 벌어져왔던 코소보 전쟁은 1998년 전면전으로 확대되었다. 2001년에는 마케도니아 전쟁과 남 세르비아 전쟁이 발생하였다.
1999년 북대서양조약기구가 코소보에 개입하여 세르비아군을 격퇴시켰다. 한편 마케도니아와 남 세르비아의 무력 충돌은 다자간 협상을 통해 코소보 유엔 잠정 통치구역을 설정하고 북대서양조약기구 아래 코소보군을 설립하여 해당 지역의 방위를 맞게 함으로써 종결되었다. 그러나 이후에도 코소보는 불안한 상황이 지속되어 2004년 코소보 소요에서 세르비아계와 알바니아계의 무력충돌이 있었으며 2008년 코소보의 분리 독립 때에도 소요가 있었다.

### 마케도니아 전쟁
슬로베니아와 크로아티아의 전쟁으로 혼란스러운 중, 마케도니아는 독립하고 유고슬라비아는 저지하려고 하였으나 실패하여 독립하였다.

## 전쟁 범죄

### 학살

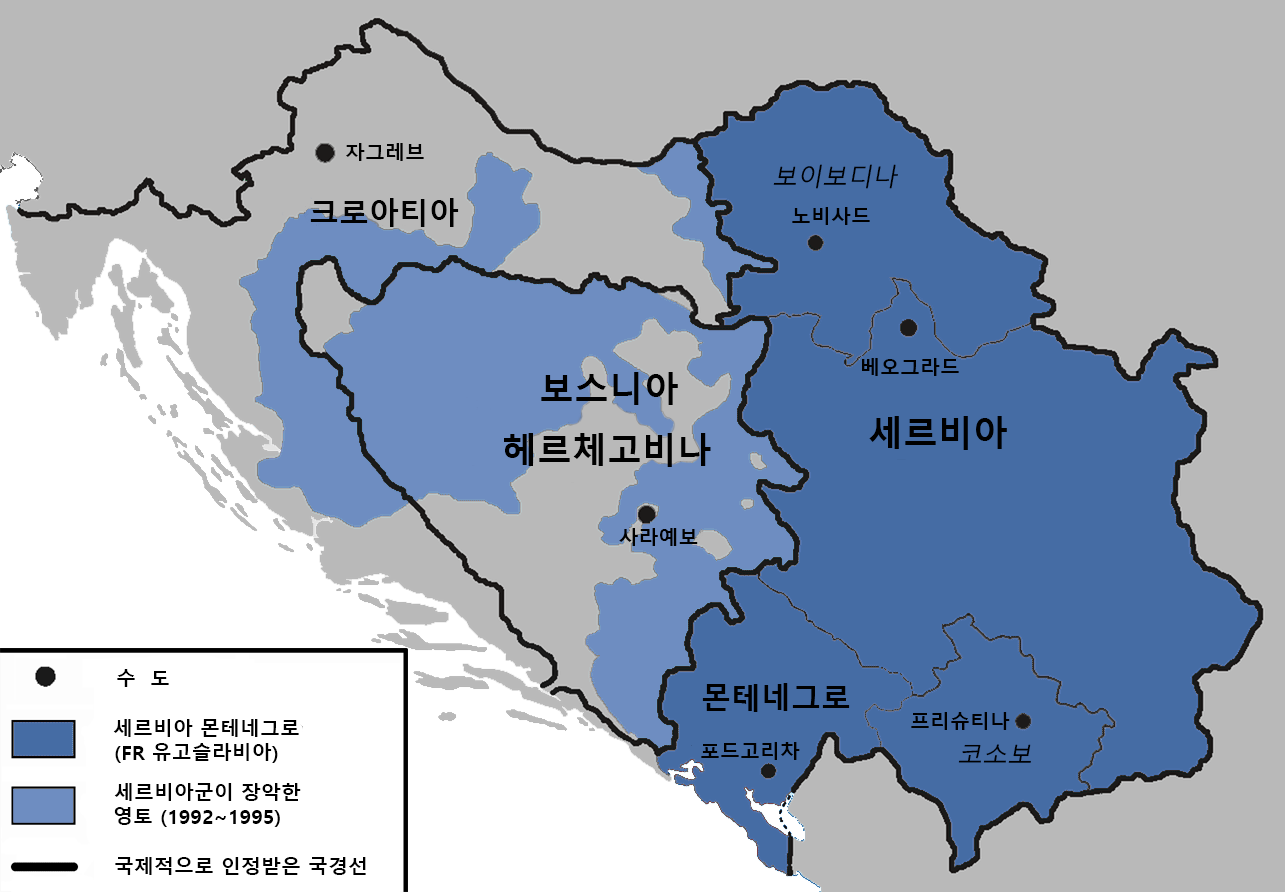
구유고슬라비아 국제형사재판소는 슬로보단 밀로셰비치는 범죄적인 행위를 통해 넓은 지역에서 비세르비아인을 학살함으로써 크로아티아, 보스니아 내 세르비아인 거주구역을 포함한 대세르비아국 건국 시도를 한 죄로 기소했다.

- 크로아티아 전쟁에서 세르비아계와 크로아티아계는 양측 모두 민간인에 대한 학살을 자행하였다. 크로아티아 전쟁 초기 세르비아계를 지배하고 있던 유고슬라비아 인민군이 투항한 크로아티아 경찰에게 무차별 발포를 하여 13명의 경찰이 사망한 후 두 민족은 상대방에 대해 인종주의적인 적개심을 보였다.[12]

2015년 2월 3일, 국제사법재판소는 세르비아군이 내전에서 전쟁 범죄를 저질렀지만, 점령지에서 크로아티아 인의 '전체 또는 일부'를 학살할 의도가 있었음을 크로아티아가 입증하지 못했다며 세르비아의 학살 혐의가 없다고 판시했다.

### 인종청소
- 보스니아 전쟁 기간 동안 세르비아계는 2차세계 대전 동안 있었던 대량학살을 명분으로 보스니아의 독립을 인정하지 않았다. 1992년 세르비아의 지원을 받은 보스니아 내의 세르비아계 민병대는 보스니아의 3분의 2를 점령하였다. 이들이 점령한 지역에서 수많은 인종청소 사례가 보고되었다. 인종청소에는 약탈, 방화, 강간, 학살과 같은 극악한 범죄도 동반되었고 대부분의 지역에서는 보스니아인들을 추방하는 형태로 나타났다. 이 과정에서 수많은 이슬람 지도자들이 처형되었다. 대량으로 발생한 난민은 세르비아계의 전쟁 목적 그 자체에 의한 것이었다.[14]
- 코소보 전쟁 기간 동안에도 세르비아계는 국제 감시단이 지켜보는 것에도 아랑곳하지 않고 인종청소를 자행하였다. 그러나 코소보에서의 인종청소는 미국의 즉각적인 개입을 불러일으켰으며 결과적으로 세르비아계가 단시간에 패하게 된 원인이 되었다. 보스니아와 달리 코소보는 튀르키예와 같이 전통적인 세계의 화약고에 인접하여 있었고 미국은 이로 인한 국제대전이 발생하는 것을 우려하였다.[15]

## 결과
전쟁 후 유고슬라비아는 일곱 나라로 분리됐다.
- 몬테네그로
- 보스니아 헤르체고비나 (보스니아 헤르체고비나 연방과 스릅스카 공화국, 브르치코 행정구로 갈라짐)
- 북마케도니아
- 세르비아
- 슬로베니아
- 코소보
- 크로아티아

## 평가

### 서방의 오판
유고슬라비아 전쟁은 많은 인권 유린과 파괴 행위로 점철되면서 긴 시간 동안 구 유고슬라비아 연방의 구성국 전체를 몰락시켰다. 전쟁의 장기화로 피해가 커진 것에 대하여 서유럽 국가들에게 상당부분 책임이 있다는 지적이 있어왔다. 1991년 당시 진행되고 있던 동독의 붕괴, 걸프 전쟁 등으로 인하여 영국과 프랑스는 유고슬라비아 연방의 유지를 강력히 희망하였고, 이것이 오히려 전쟁을 장기화하였다는 비판이 있다.

### 전쟁의 원인
새뮤얼 헌팅턴과 같은 문명 충돌론자들은 유고슬라비아 전쟁을 유럽에서는 양차 대전 이전에 이미 지나간 민족주의의 때늦은 발현으로 설명하였다. 즉, 과거의 종교와 민족 간의 해묵은 원한과 공산주의 체제에 의해 억눌려 있던 갈등이 뒤늦게 나타난 민족주의 때문에 일어난 현상이라는 것이 문명 충돌론의 설명이다. 그러나 프랑스의 철학자 이브 미쇼는 이러한 헌팅턴의 문명 충돌론은 유고슬라비아 전쟁의 결과로 세워진 신생 국가들 역시 다민족 국가라는 점과 전쟁 시기 이들 국가의 지배세력은 여전히 구 공산당 출신의 정치인들이였다는 점을 들어 이러한 분석에 반대한다. 이브 미쇼는 옥스퍼드 대학 러프닉 교수의 논문을 인용하여 유고슬라비아 전쟁을 공산국가 체계가 무너지고 난 뒤에도 지배세력으로 군림하려는 정치인들이 민족주의를 표방하여 저지른 전쟁 범죄라 주장한다.

### 인터넷
유고슬라비아 전쟁 기간 동안 인터넷은 전쟁 지역의 주민들에게 가장 중요한 정보원이었다. 중앙 권력의 부재로 인해 검열이 사라지자 인터넷을 이용할 수 있는 주민들은 인터넷 게시판을 통해 서로의 정보를 주고 받았다.

### 인종 청소
세뮤얼 헌팅턴의 문명 충돌을 따르는 측에서는 인종 청소가 민족국가의 발현 과정에서 일부 불가피한 측면이 있다는 입장을 보여왔다. 이러한 주장에 대해 반대하는 측에서는 인종청소의 주된 원인은 정치 권력과 경제 자원을 둘러싼 이익 집단의 충돌이며 인종이란 구분짓기 편리한 구분선에 불과하였다고 지적한다. 1995년 보스니아 전쟁을 종결한 데이턴 협정의 실무 담당자였던 리처드 홀브룩는 다음과 같이 회고하였다.
| “ | 유고슬라비아 연방의 비극은 운명적인 것이 아니었다. 그것은 개인들의 정치적이고 경제적인 이익을 위해 인종적 갈등을 부추킨 범죄적인 정치지도자들의 산물이었다. 이 지도자들은 티토 이후 유고사회의 구체적 문제들을 해결하려고 하기 보다는 국민을 전쟁으로 이끄는 길을 택한 것이다. | ” |
|   | — 리처드 홀브룩 |   |